# Grande Prêmio de Mônaco de 2021
O Grande Prêmio de Mônaco de 2021 (formalmente denominado Formula 1 Grand Prix de Monaco 2021) foi a quinta etapa da temporada de 2021 da Fórmula 1. Foi disputada em 23 de maio de 2021 no Circuito de Mônaco, Monte Carlo, Mônaco.

## Relatório

### Antecedentes
Ano Passado
No ano de 2020, devido a pandemia de COVID, o Grande Prémio de Mônaco foi cancelado.
Pintura Especial da McLaren
A McLaren anunciou em vídeo divulgado nas redes sociais neste domingo (16), uma semana antes da corrida em Mónaco, que terá uma pintura especial baseada nas cores da petrolífera Gulf que é o azul claro e o laranja. Além do carro, os macacões dos pilotos Lando Norris e Daniel Ricciardo também serão em estilo retrô, assim como o uniforme dos membros da equipe e o pacote gráfico das redes sociais. A McLaren também anunciou que uma linha de roupas, em edição limitada, será lançada no site oficial da equipe.

### Limites da Pista
Teremos um trecho monitorado pela direção de prova e pelos comissários quanto aos limites de pista: as curvas 10 e 11 - a Chicane do Porto (ou Nouvelle Chicane).
Curvas 10 e 11 (Chicane do Porto)
Trecho localizado após a maior zona de aceleração do Circuito de Rua de Mônaco, o Túnel, onde os pilotos têm a maior freada da pista. A Chicane do Porto é estreita e é o único ponto claro de ultrapassagem no principado - ainda que a tarefa seja bem complicada. Em caso de saída de pista no trecho durante os treinos livres, classificação ou corrida, o tempo da volta em questão será invalidado pelos comissários. E em caso de uso da área de escape neste trecho, só poderá retornar à pista quando a luz operada pelo fiscal de pista estiver verde.

### Treino Livre
No terceiro treino livre, faltando dois minutos para a bandeira quadriculada, Mick Schumacher, perdeu a traseira e bateu com força no guard-rail na saída do Casino, danificando muito seu carro e encerrando o treino prematuramente. Através de suas redes sociais, a Haas anunciou que o jovem alemão não vai participar do treino classificatório por conta dos danos no chassi durante o acidente do terceiro treino livre e ainda, a equipe norte-americana confirmou uma nova caixa de câmbio para o carro e com isso, recebeu mais cinco posições de penalização, apesar de já ter o fundo do pelotão garantido por estar fora da tomada de tempos.

### Treino Classificatório
Q1
Bottas fez o melhor tempo da primeira parte do treino, com 1m10s938, enquanto o Hamilton sofreu para pegar pista limpa e acabou apenas em sétimo lugar, com 1m11s622. Leclerc, que está correndo em casa, fechou em segundo com 1m11s113, seguido por Verstappen em terceiro.
Na briga para não ser eliminado, Alonso até teve uma última chance com pista limpa, mas não conseguiu entrar no grupo dos 15 que passaram para o Q2, fechando em 17º, mais de um décimo atrás de Vettel, que fechou os classificados. Completaram os eliminados Tsunoda, em 16º, Latiffi, 18º e Mazepin 19º. Mick Schumacher sequer foi para a pista e largará em último.
Eliminados: Yuki Tsunoda (AlphaTauri), Fernando Alonso (Alpine), Nicholas Latifi (Williams) e Nikita Mazepin (Haas); já que Mick Schumacher (Haas) não havia participado do treino.
Q2
Piloto da casa, Charles Leclerc anotou o tempo de 1m10s597 faltando poucos segundos para o fim, e garantiu o melhor tempo do Q2, deixando Verstappen em segundo e Bottas em terceiro. Hamilton seguia sem se encontrar na pista e fechou apenas com a sétima posição, apesar de ser, até aquele momento, o piloto que mais voltas deu neste treino. Na briga pelas últimas vagas no Q3, Giovinazzi conseguiu a marca no finzinho, deixando Riccardo para trás. Pela primeira vez desde o GP da Áustria de 2019, Giovinazzi entrou no grupo dos dez primeiros. Além de Riccardo, Ocon, Stroll, Raikkonem e Russel ficaram fora do Q3.
Eliminados: Esteban Ocon (Alpine), Daniel Ricciardo (McLaren), Lance Stroll (Aston Martin), Kimi Raikkonen (Alfa Romeo) e George Russell (Williams).
Q3
Verstappen abriu o Q3 fazendo a melhor volta, com 1m10s576, mas logo em seguida Leclerc assumiu a ponta com 1m10s346. Bottas era o terceiro, seguido por Sainz e Norris, com Hamilton só em sétimo lugar.
Quando os pilotos estavam fazendo suas últimas voltas, Leclerc deu uma pancada (faltando 18 segundos) no segundo S da Piscina, já no fim do circuito, e o treino acabou interrompido. Assim, nenhum dos pilotos puderam ter a última chance.

### Corrida
Volta de Instalação
Antes mesmo da largada, Charles Leclerc enfrentou um revés inacreditável. Na saída para o grid, o piloto da casa reportou problemas no câmbio do carro da Ferrari e voltou para os boxes. A equipe não teve sequer tempo para fazer nada em termos de reparo no equipamento. O monegasco não conseguiu largar na corrida que era a sua grande chance de vencer no seu país natal. Sem Leclerc na frente como maior oponente, Max Verstappen, então segundo lugar no grid, teve a pista limpa para a largada em Mônaco.
Largada
Na largada, Max Verstappen colocou seu carro apontado para o lado oposto no colchete e, com o apagar das luzes, acelerou para evitar a ultrapassagem de Valtteri Bottas. Com manobra bastante inteligente, o piloto da Red Bull se manteve na liderança no começo.
As primeiras posições foram mantidas pelos respectivos pilotos após as primeiras voltas: Verstappen na frente, seguido por Valtteri Bottas, Carlos Sainz, Lando Norris, Pierre Gasly, Lewis Hamilton, Sebastian Vettel, Sergio Pérez, Antonio Giovinazzi e Esteban Ocon fechando o top-10. Quem ganhou boas posições foi Fernando Alonso, que subiu para P14. Daí em diante, a prova foi uma verdadeira procissão, sem grandes emoções ou brigas diretas por posição. Verstappen tinha uma ligeira vantagem para Bottas, de cerca de 2s. Sainz vinha mais atrás e era seguido por Norris e Gasly, enquanto Hamilton não conseguia sair da sexta posição.
O único incidente digno de nota era a advertência, com bandeira preta e branca, que Norris sofria por exceder os limites da curva 10, que é a chicane do Porto. À altura da volta 25, os líderes começaram a pegar os primeiros retardatários, no caso, os carros da Haas de Nikita Mazepin e Mick Schumacher, e depois a AlphaTauri de Yuki Tsunoda. Verstappen abriu vantagem e tinha quase 5s de frente para Bottas.
Na volta 30, Hamilton foi aos boxes para tentar o ‘pulo do gato’ na estratégia e trocar os pneus macios pelos duros. A tática era aproveitar a pista limpa à frente para buscar o undercut e conseguir boas posições na corrida. No giro seguinte, foi a vez de Bottas fazer a sua parada. Só que a corrida do finlandês acabou depois de um problema que os mecânicos da Mercedes enfrentaram para retirar a roda dianteira direita.
A corrida foi totalmente fora da curva para a Mercedes, que viu Bottas abandonar em razão de um problema no pit-stop e Hamilton sem conseguir passar Gasly. Pior, os dois foram superados por Vettel após a parada. Pérez esticou ao máximo seu período na pista e, com as trocas de pneus dos seus oponentes, subiu para segundo, logo atrás de Verstappen e à frente de Sainz, Norris, Vettel, Gasly e Hamilton. Max fez sua parada na volta 34 e também voltou à pista com pneus duros. ‘Checo’, então, tinha pista limpa antes do seu pit-stop. Pérez fez a troca de pneus na volta 36. A Red Bull conseguiu se dar bem na estratégia e colocou Pérez em quarto lugar, atrás de Verstappen, Sainz, Norris e à frente de Vettel, Gasly e Hamilton. O heptacampeão, inclusive, se mostrava enormemente irritado por perder a posição para o mexicano no undercut.
A corrida estava toda desenhada para a vitória de Verstappen, o que, diante da colocação de Hamilton e do abandono de Bottas, mudaria por completo a história do campeonato. Depois das paradas para troca de pneus, Antonio Giovinazzi permanecia em uma boa posição para somar o primeiro ponto da Alfa Romeo e era o décimo, atrás de Esteban Ocon, da Alpine, e logo à frente do companheiro de equipe Kimi Räikkönen. Daniel Ricciardo era o 12º, logo à frente da Alpine de Alonso. Quem também se deu bem durante a janela de pit-stops foi Lance Stroll, que pulou para oitavo lugar. Verstappen seguia na liderança de forma bastante confortável, cerca de 3s8 para Sainz, com 20 voltas para o fim da corrida. Norris começava a sofrer com a falta de ritmo e perdia cada vez mais terreno para Pérez, enquanto Vettel partia para o seu melhor resultado na temporada. Para não dizer que não havia briga, Giovinazzi apertava o ritmo na luta com Ocon pelo nono lugar. O italiano, fosse qual fosse o resultado, vivia um ótimo fim de semana no Principado. Já Stroll, depois de ter feito seu pit-stop, era investigado pelos comissários por ter passado em cima da linha na saída do pit-lane, mas não houve punição. Com 12 voltas para o fim, a diferença de Pérez para Norris era de menos de 1s. Parecia somente questão de tempo para que o mexicano fizesse a ultrapassagem. Mas em Mônaco tudo é muito diferente.
Quando restavam dez voltas para o fim, a Mercedes chamou Hamilton para um pit-stop extra e colocou pneus macios para que o heptacampeão tentasse fazer a volta mais rápida da corrida e, assim, faturar mais um ponto. Já Tsunoda, com pneus macios, virava 1min13s037, recorde absoluto de Mônaco em corrida. Verstappen nadava de braçada e tinha 8s6 de frente para Sainz com oito voltas para o fim da corrida. Pérez estava perto de Norris como Giovinazzi pressionava Ocon, mas uma manobra de ultrapassagem, nos dois casos, parecia improvável. E Hamilton virava 1min12s909, a volta mais rápida da história de Mônaco em corrida e se aproximava do ponto extra. Ao fim de 78 voltas, Verstappen confirmou a conquista de uma vitória inapelável, acumulou seu triunfo 12 na Fórmula 1 e, de quebra, assumiu a liderança do Mundial de Pilotos e também a equipe Red Bull Racing liderança do Mundial de Construtores (a equipe austríaca lidera pela primeira vez na era dos motores híbridos) e pela primeira vez em um dia que deu tudo errado para Hamilton e para a Mercedes. O placar agora aponta 105 x 101 em favor do holandês.

## Resultados

### Treino classificatório
| Pos.                     | Nº | Piloto             | Construtor            | Q1       | Q2       | Q3       | Grid |
| ------------------------ | -- | ------------------ | --------------------- | -------- | -------- | -------- | ---- |
| 1                        | 16 | Charles Leclerc    | Ferrari               | 1:11.113 | 1:10.597 | 1:10.346 | 1    |
| 2                        | 33 | Max Verstappen     | Red Bull Racing-Honda | 1:11.124 | 1:10.650 | 1:10.576 | 2    |
| 3                        | 77 | Valtteri Bottas    | Mercedes              | 1:10.938 | 1:10.695 | 1:10.601 | 3    |
| 4                        | 55 | Carlos Sainz Jr.   | Ferrari               | 1:11.324 | 1:10.806 | 1:10.611 | 4    |
| 5                        | 4  | Lando Norris       | McLaren-Mercedes      | 1:11.321 | 1:11.031 | 1:10.620 | 5    |
| 6                        | 10 | Pierre Gasly       | AlphaTauri-Honda      | 1:11.560 | 1:11.179 | 1:10.900 | 6    |
| 7                        | 44 | Lewis Hamilton     | Mercedes              | 1:11.622 | 1:11.116 | 1:11.095 | 7    |
| 8                        | 5  | Sebastian Vettel   | Aston Martin-Mercedes | 1:12.078 | 1:11.309 | 1:11.419 | 8    |
| 9                        | 11 | Sergio Pérez       | Red Bull Racing-Honda | 1:11.644 | 1:11.019 | 1:11.573 | 9    |
| 10                       | 99 | Antonio Giovinazzi | Alfa Romeo-Ferrari    | 1:11.658 | 1:11.409 | 1:11.779 | 10   |
| 11                       | 31 | Esteban Ocon       | Alpine-Renault        | 1:11.740 | 1:11.486 | —        | 11   |
| 12                       | 3  | Daniel Ricciardo   | McLaren-Mercedes      | 1:11.747 | 1:11.598 | —        | 12   |
| 13                       | 18 | Lance Stroll       | Aston Martin-Mercedes | 1:11.979 | 1:11.600 | —        | 13   |
| 14                       | 7  | Kimi Räikkönen     | Alfa Romeo-Ferrari    | 1:11.899 | 1:11.642 | —        | 14   |
| 15                       | 63 | George Russell     | Williams-Mercedes     | 1:12.016 | 1:11.830 | —        | 15   |
| 16                       | 22 | Yuki Tsunoda       | AlphaTauri-Honda      | 1:12.096 | —        | —        | 16   |
| 17                       | 14 | Fernando Alonso    | Alpine-Renault        | 1:12.205 | —        | —        | 17   |
| 18                       | 6  | Nicholas Latifi    | Williams-Mercedes     | 1:12.366 | —        | —        | 18   |
| 19                       | 9  | Nikita Mazepin     | Haas-Ferrari          | 1:12.958 | —        | —        | 19   |
| NQ                       | 47 | Mick Schumacher    | Haas-Ferrari          | S/Tempo  | —        | —        | 20   |
| Tempo dos 107%: 1:15.903 |    |                    |                       |          |          |          |      |
| Fonte:                   |    |                    |                       |          |          |          |      |

### Corrida
| Pos.                                                                  | Nu. | Piloto             | Construtor            | Voltas | Tempo/Retirado | Pit Stop | Pneus                                          | Grid | Pontos |
| --------------------------------------------------------------------- | --- | ------------------ | --------------------- | ------ | -------------- | -------- | ---------------------------------------------- | ---- | ------ |
| 1                                                                     | 33  | Max Verstappen     | Red Bull Racing-Honda | 78     | 1:38:56.820    | 1        | Macio C5 Usado · Duro C3 Novo                  | 2    | 25     |
| 2                                                                     | 55  | Carlos Sainz Jr.   | Ferrari               | 78     | +8.968         | 1        | Macio C5 Usado · Duro C3 Novo                  | 4    | 18     |
| 3                                                                     | 4   | Lando Norris       | McLaren-Mercedes      | 78     | +19.427        | 1        | Macio C5 Usado · Duro C3 Novo                  | 5    | 15     |
| 4                                                                     | 11  | Sergio Pérez       | Red Bull Racing-Honda | 78     | +20.490        | 1        | Macio C5 Usado · Duro C3 Novo                  | 9    | 12     |
| 5                                                                     | 5   | Sebastian Vettel   | Aston Martin-Mercedes | 78     | +52.591        | 1        | Macio C5 Usado · Duro C3 Novo                  | 8    | 10     |
| 6                                                                     | 10  | Pierre Gasly       | AlphaTauri-Honda      | 78     | +53.896        | 1        | Macio C5 Usado · Duro C3 Novo                  | 6    | 8      |
| 7                                                                     | 44  | Lewis Hamilton     | Mercedes              | 78     | +1:08.231      | 2        | Macio C5 Usado · Duro C3 Novo · Macio C5 Usado | 7    | 6+1    |
| 8                                                                     | 18  | Lance Stroll       | Aston Martin-Mercedes | 77     | +1 volta       | 1        | Duro C3 Novo · Macio C5 Novo                   | 13   | 4      |
| 9                                                                     | 31  | Esteban Ocon       | Alpine-Renault        | 77     | +1 volta       | 1        | Macio C5 Novo · Médio C4 Novo                  | 11   | 2      |
| 10                                                                    | 99  | Antonio Giovinazzi | Alfa Romeo-Ferrari    | 77     | +1 volta       | 1        | Macio C5 Usado · Duro C3 Novo                  | 10   | 1      |
| 11                                                                    | 7   | Kimi Räikkönen     | Alfa Romeo-Ferrari    | 77     | +1 volta       | 1        | Médio C4 Novo · Duro C3 Novo                   | 14   |        |
| 12                                                                    | 3   | Daniel Ricciardo   | McLaren-Mercedes      | 77     | +1 volta       | 1        | Médio C4 Novo · Duro C3 Novo                   | 12   |        |
| 13                                                                    | 14  | Fernando Alonso    | Alpine-Renault        | 77     | +1 volta       | 1        | Médio C4 Novo · Macio C5 Novo                  | 17   |        |
| 14                                                                    | 63  | George Russell     | Williams-Mercedes     | 77     | +1 volta       | 1        | Médio C4 Novo · Duro C3 Novo                   | 15   |        |
| 15                                                                    | 6   | Nicholas Latifi    | Williams-Mercedes     | 77     | +1 volta       | 1        | Médio C4 Novo · Duro C3 Novo                   | 18   |        |
| 16                                                                    | 22  | Yuki Tsunoda       | AlphaTauri-Honda      | 77     | +1 volta       | 1        | Duro C3 Novo · Macio C5 Novo                   | 16   |        |
| 17                                                                    | 9   | Nikita Mazepin     | Haas-Ferrari          | 75     | +3 voltas      | 1        | Macio C5 Novo · Duro C3 Novo                   | 18   |        |
| 18                                                                    | 47  | Mick Schumacher    | Haas-Ferrari          | 75     | +3 voltas      | 1        | Macio C5 Novo · Duro C3 Novo                   | 20   |        |
| Ret                                                                   | 77  | Valtteri Bottas    | Mercedes              | 31     | Pneu           | 1        | Macio C5 Usado                                 | 3    |        |
| NL                                                                    | 16  | Charles Leclerc    | Ferrari               | 0      | Não largou     | 0        |                                                | 1    |        |
| Volta mais rápida: Lewis Hamilton − Mercedes − 1:12.909 (na volta 69) |     |                    |                       |        |                |          |                                                |      |        |
| Fonte:                                                                |     |                    |                       |        |                |          |                                                |      |        |

## Curiosidades
- Primeira pole position de Charles Leclerc e de um piloto monegasco em Mônaco.
- GP de número 750 da equipe Williams.
- Primeira vitória e pódio de Max Verstappen e de um piloto holandês em Mônaco.
- Na volta 32, Quando Valtteri Bottas foi fazer um pit stop, a porca da roda travou e foi forçado a abandonar a corrida.
- Também na volta 32, Quando na curva Beau Rivage, Sebastian Vettel tentou ultrapassar Pierre Gasly, Lance Stroll interrompe a ultrapassagem na TV batendo na barreira e passa por cima da zebra. Este replay, acabou virando um meme da internet.

## Voltas na liderança
| Nº de Voltas | Piloto         | Voltas |
| ------------ | -------------- | ------ |
| 78           | Max Verstappen | 1–78   |

## 2021DHLFastest Pit Stop Award

### Resultado
| 1      | 33 | Max Verstappen  | Red Bull Racing-Honda | 2.02 | 25 |
| 2      | 44 | Lewis Hamilton  | Mercedes              | 2.25 | 18 |
| 3      | 18 | Lance Stroll    | Aston Martin-Mercedes | 2.27 | 15 |
| 4      | 4  | Lando Norris    | McLaren-Mercedes      | 2.29 | 12 |
| 5      | 6  | Nicholas Latifi | Williams-Mercedes     | 2.32 | 10 |
| 6      | 31 | Esteban Ocon    | Alpine-Renault        | 2.35 | 8  |
| 7      | 14 | Fernando Alonso | Alpine-Renault        | 2.37 | 6  |
| 8      | 7  | Kimi Raikkonen  | Alfa Romeo-Ferrari    | 2.41 | 4  |
| 9      | 63 | George Russell  | Williams-Mercedes     | 2.48 | 2  |
| 10     | 22 | Yuki Tsunoda    | AlphaTauri-Honda      | 2.74 | 1  |
| Fonte: |    |                 |                       |      |    |

### Classificação
| Tabela do DHL Fastest Pit Stop Award \| Pos \| Construtor \| Pontos \| \| --- \| --------------------- \| ------ \| \| 1 \| Red Bull Racing-Honda \| 137 \| \| 2 \| Mercedes \| 71 \| \| 3 \| Williams-Mercedes \| 63 \| \| 4 \| Aston Martin-Mercedes \| 62 \| \| 5 \| Ferrari \| 51 \| \| 6 \| Alpine-Renault \| 43 \| \| 7 \| Alfa Romeo-Ferrari \| 41 \| \| 8 \| AlphaTauri-Honda \| 25 \| \| 9 \| McLaren-Mercedes \| 12 \| \| 10 \| Haas-Ferrari \| 0 \| |                       |        |
| Pos | Construtor            | Pontos |
| 1 | Red Bull Racing-Honda | 137    |
| 2 | Mercedes              | 71     |
| 3 | Williams-Mercedes     | 63     |
| 4 | Aston Martin-Mercedes | 62     |
| 5 | Ferrari               | 51     |
| 6 | Alpine-Renault        | 43     |
| 7 | Alfa Romeo-Ferrari    | 41     |
| 8 | AlphaTauri-Honda      | 25     |
| 9 | McLaren-Mercedes      | 12     |
| 10 | Haas-Ferrari          | 0      |

## Tabela do campeonato após a corrida
Somente as cinco primeiras posições estão incluídas nas tabelas.
| Pos | Piloto          | Pontos | Var |
| --- | --------------- | ------ | --- |
| 1   | Max Verstappen  | 105    | 1   |
| 2   | Lewis Hamilton  | 101    | 1   |
| 3   | Lando Norris    | 56     | 1   |
| 4   | Valtteri Bottas | 47     | 1   |
| 5   | Sergio Perez    | 44     | 1   |

| Pos | Construtor            | Pontos | Var |
| --- | --------------------- | ------ | --- |
| 1   | Red Bull Racing-Honda | 149    | 1   |
| 2   | Mercedes              | 148    | 1   |
| 3   | McLaren-Mercedes      | 80     | 0   |
| 4   | Ferrari               | 78     | 0   |
| 5   | Aston Martin-Mercedes | 19     | 2   |